# Bernardino Luini
Bernardino Luini (Lago Maggiore melletti Luini falu, 1485 körül – Milánó, 1532.) milánói reneszánsz festő, a cinquecento egyik jeles alkotója, s Leonardo egyik legkiválóbb tanítványa.

## Életpályája
Pályakezdése idején Ambrogio Bergognone tanítványa volt, 1510-ben Milánóban Leonardo da Vincihez csatlakozott. Leonardo bája, érzéssel telt fiatalos típusai az ő alakjaiban élnek tovább, Leonardo gyengéd színeit, fény és árnyékkel való modellálását, a kontúrok finom elmosását (sfumato), a leonárdói mosolyt nála találjuk meg, bár mesterének kiváló kompozícióteremtő képessége hiányzott belőle. Freskókat és függőképeket egyaránt festett. Mestere híressé vált Mona Lisa című festményét is lemásolta.
Nemcsak Milánóban, hanem Lombardia más helyein is kapott megrendeléseket, festett Chiaravalléban (1512-15); Legnanóban (1516); Cesarinóban (1521); hosszabb ideig Milánóban, majd ismét Legnanóban (1523-33); Saronnóban, Comóban, Luganóban, (1529-32) és Busto Arsizióban.

## Korai freskói
Királyok imádása (S. Pietro Luino mellett), a villa Peluccia leszedett freskói: Vulcanus műhelye (Louvre), Európa elrablása (Berlin). Korai időszakából való egyik legnépszerűbb munkája, az egyszerűségében is megható Szent Katalin mennybevitele három angyal által. Korai munkái Borgognone hatását mutatják. 1510-1520 közötti munkáit Leonardo da Vinci művészete befolyásolta, művészetére hatott Vincenzo Foppa és Raffaello is. 1520 után önálló felfogásban festett.

## Függőképei
Legjobb függőképei közé tartozik a bájos Madonna a rózsalugasban (Milánó, Brera), Szent Katalin eljegyzése; A keresztet vivő Krisztus (mindkettő Milánóban, Poldi-Pezzoli-képtár). A fiatal Tóbiás az arkangyallal (Milánó, Ambrosiana), ezekhez egész sor Leonardo hatását mutató kép csatlakozik, köztük: Krisztus az írástudók közt (Nemzeti Galéria, London). Kedvelt témája Salome Keresztelő Szent János fejével (Uffizi, Louvre, Bécs). Mária a gyermekkel, Szent Katalinnal és Borbálával; Mária a gyermekkel, Szent Erzsébettel és a gyermek Keresztelő Szent Jánossal (1510-20, mindkettő a budapesti Szépművészeti Múzeumban). Pásztorok és királyok imádása (Como, dóm).

## Jeles freskói
A korszakban legnagyobb igény a templomi és kolostori freskók iránt jelentkezett, Luini festői munkásságának súlypontja is a freskók voltak. Ezen műfajon belül számos nevezetes alkotása született, köztük freskók Mária életéből, eredetileg a S. M. della Paceban. A méltóságteljes Trónoló Magdolna Szent Antallal és Borbálával (1521, valamennyi Brera); Krisztus ostoroztatása (1522, Ambrisianna); egyes szentek és történetük: Hippolita Storza, Szent Ágnes, Skolasztika és Katalinnal (Milánó, Monastero Maggiore). Jeles freskókat készített a saronnói búcsújáró templomban (1525), ezek: Mária eljegyzése, Krisztus az írástudók közt, Királyok imádása, Bemutatás a templomban. Legterjedelmesebb freskója számos stáció-jelenettel megfestve: Krisztus a kereszten (1529, Lugano, S. Maria degli Angeli). Egyszerű Madonna a gyermekkel (Certosa di Pavia).
1530 körül festette meg Alexandriai Szent Katalin legendájának freskóit. E freskók egyike igazi remekmű, éspedig az a kép, amelyiken a mártír alexandriai szűz holttestét három angyal viszi a Sinai hegy kolostorának nyitott sírjába, hogy ott eltemessék. A képen csak a három angyal és a mártír szűz merev és könnyű holtteste látszik lepelbe burkolva, óvatosan szállnak alá, hogy terhüket a nyitott római szarkofágba helyezzék, amelynek két sellőt ábrázoló domborművét Luini grisaille-jal érzékelteti. Nagyon hatásos az angyalok élénk színű öltözékének és a szarkofág szürkés barna tónusának kontrasztja.
Figyelemre méltó a Brooklyni Múzeumban található Trónoló Madonna a gyermekkel és az angyalokkal, mely már barokkos mozgalmasságot sejtet.

## Galéria

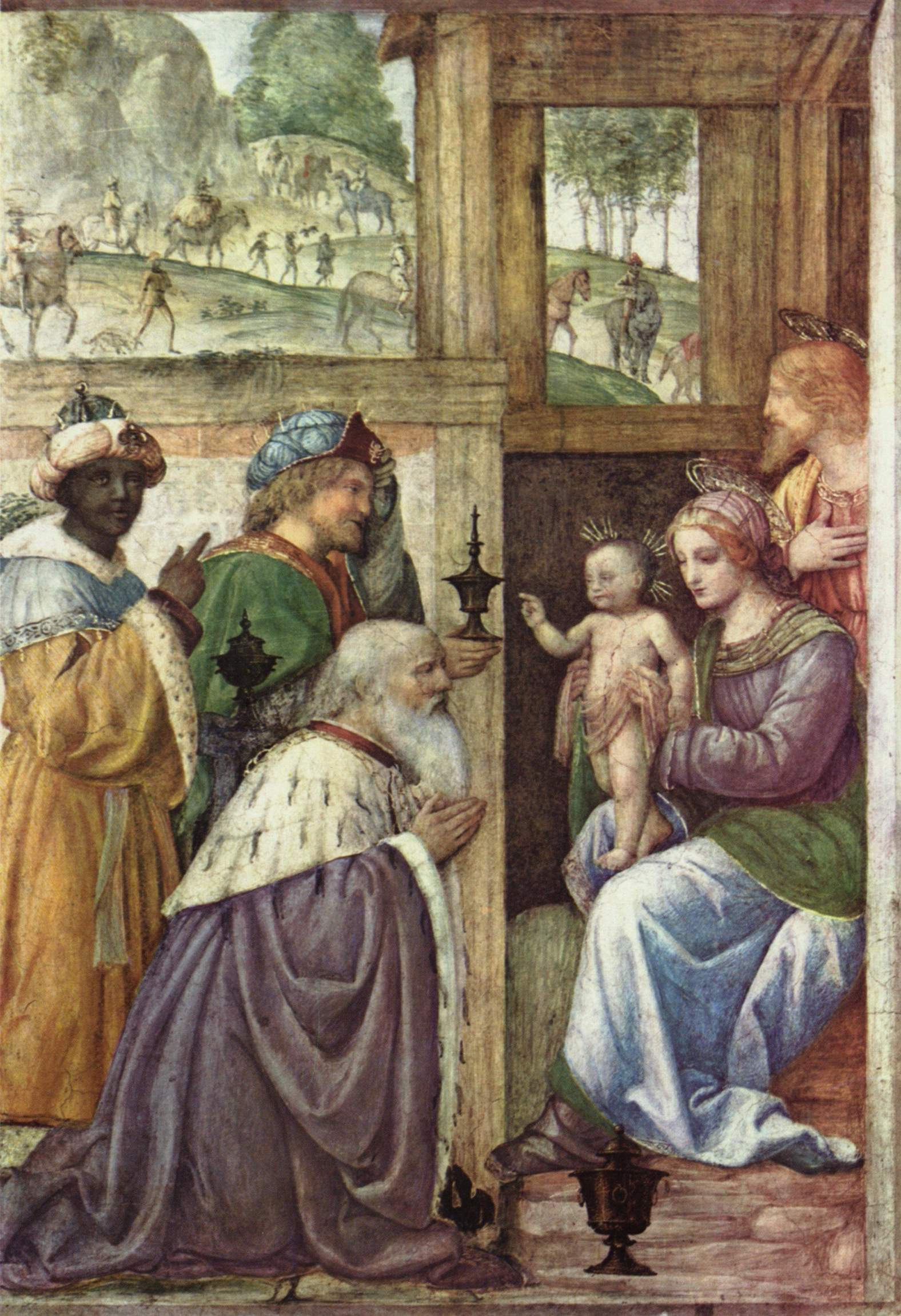
Királyok imádása (1520-25)
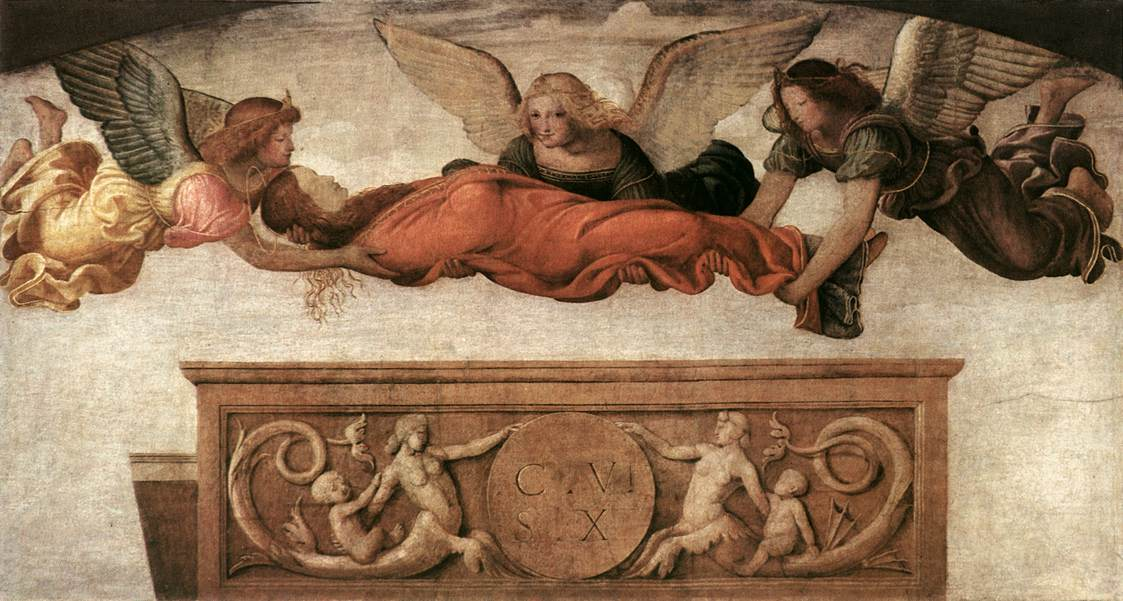
Alexandriai Szt Katalin sírba helyezése (1530)
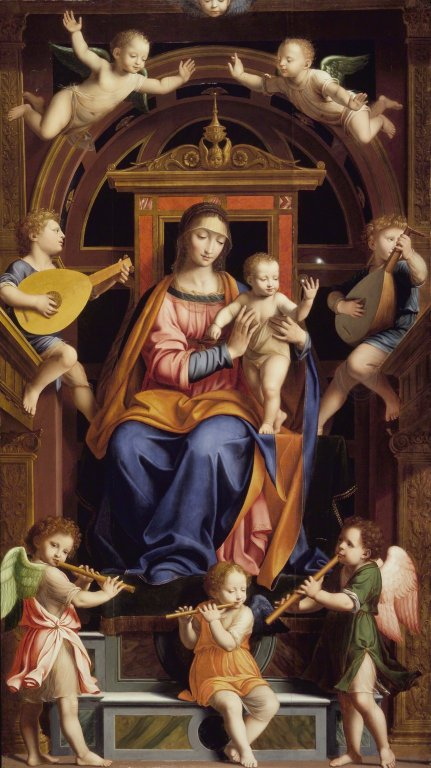
Madonna a gyermekkel és az angyalokkal
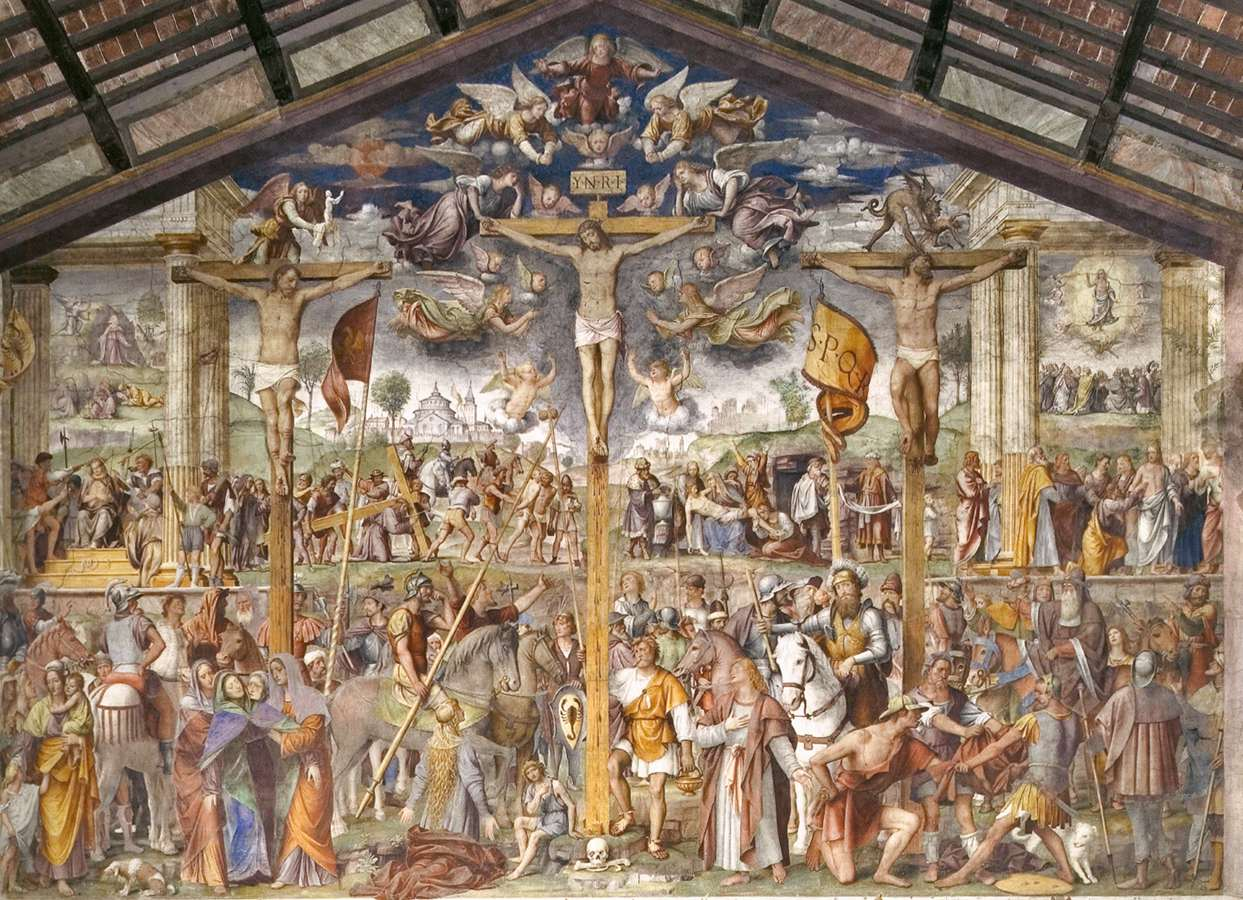
Krisztus a kereszten epizódokkal (1529)

## Világi képei
Világi témájú képeket is festett, ábrázolt bájos nimfákat, antik isteneket. Legmegdöbbentőbb az az allegórikus képe, amely egy fogságban szenvedő idős apát és felnőtt leányát ábrázolja, amint a nagy inségben a leány melléből táplálja tejjel a legyengült idős embert, a kép címe: Cimon és Pero (Firenze, Museo Stibbert).